# بارني بويس
بارني بويس (بالإنجليزية: Barney Boyce) (2 نوفمبر 1960 بسانت لويس في الولايات المتحدة - ) هو مدرب كرة قدم ولاعب كرة قدم أمريكي في مركز الدفاع. لعب مع سان خوزيه إيرث كويكس ومونتريال مانيك ‏ وواشنطن ديبلومتس وكنساس سيتي كومتس ‏ وSalt Lake Sting ‏ وSan Jose Oaks ‏.

## وصلات خارجية
- بارني بويس على موقع قاعدة بيانات كرة القدم.إي يو (الإنجليزية)